# Лайм-Ридж (Вісконсин)
Лайм-Ридж (англ. Lime Ridge) — селище (англ. village) в США, в окрузі Сок штату Вісконсин. Населення — 158 осіб (2020).

## Географія
Лайм-Ридж розташований за координатами 43°28′3″ пн. ш. 90°9′28″ зх. д. / 43.46750° пн. ш. 90.15778° зх. д. (43.467564, -90.157823).  За даними Бюро перепису населення США в 2010 році селище мало площу 2,62 км², уся площа — суходіл.

## Демографія
Згідно з переписом 2010 року, у селищі мешкали 162 особи в 70 домогосподарствах у складі 44 родин. Густота населення становила 62 особи/км².  Було 78 помешкань (30/км²).
Расовий склад населення:
| - 99,4 % — білих - 0,6 % — корінних американців |

До двох чи більше рас належало 0,0 %. Частка іспаномовних становила 0,0 % від усіх жителів.
За віковим діапазоном населення розподілялося таким чином: 20,4 % — особи молодші 18 років, 61,7 % — особи у віці 18—64 років, 17,9 % — особи у віці 65 років та старші. Медіана віку мешканця становила 44,5 року. На 100 осіб жіночої статі у селищі припадало 110,4 чоловіків;  на 100 жінок у віці від 18 років та старших — 111,5 чоловіків також старших 18 років.
Середній дохід на одне домашнє господарство  становив 46 897 доларів США (медіана — 40 750), а середній дохід на одну сім'ю — 46 979 доларів (медіана — 37 188). За межею бідності перебувало 10,4 % осіб, у тому числі 0,0 % дітей у віці до 18 років та 9,2 % осіб у віці 65 років та старших.
Цивільне працевлаштоване населення становило 76 осіб. Основні галузі зайнятості: виробництво — 30,3 %, освіта, охорона здоров'я та соціальна допомога — 23,7 %, роздрібна торгівля — 21,1 %.